# Orville (Indre)
Orville ist eine französische Gemeinde mit 141 Einwohnern (Stand: 1. Januar 2022) im Département Indre in der Region Centre-Val de Loire. Sie gehört zum Kanton Valençay im Arrondissement Issoudun. Die Einwohner werden Orvillois genannt.

## Geographie
Die Gemeinde Orville liegt am Fouzon an der Grenze zum Département Cher, etwa 43 Kilometer nordnordöstlich von Châteauroux. 
Sie grenzt im Nordwesten und Norden an Bagneux, im Nordosten an Anjouin, im Nordosten und Osten an Graçay und Saint-Outrille, im Süden an Saint-Florentin, im Südwesten an Guilly sowie im Westen an Buxeuil.

## Bevölkerungsentwicklung
| Jahr                       | 1962 | 1968 | 1975 | 1982 | 1990 | 1999 | 2006 | 2013 | 2020 |
| Einwohner                  | 213  | 198  | 146  | 146  | 144  | 120  | 125  | 131  | 138  |
| Quellen: Cassini und INSEE |      |      |      |      |      |      |      |      |      |

## Sehenswürdigkeiten
- Kirche Saint-Sulpice